# 로톤
로톤(Roton)은 헬륨 4의 초유동 중에서 보이는 준입자이다.
이론물리학에서 로톤은 장거리 쌍극자 상호작용 또는 스핀-궤도 결합을 갖는 초유체 헬륨-4 및 보스-아인슈타인 응축물에서 볼 수 있는 기본들뜸(elementary excitation) 또는 준입자이다. 이 초유체의 기본 여기의 분산 관계는 원점에서 선형 증가를 나타내지만 운동량이 증가함에 따라 에너지가 처음에는 최대값을 나타내고 다음에는 최소값을 나타낸다. 선형 영역에서 운동량이 있는 여기를 포논이라고 한다. 운동량이 최소에 가까운 것을 로톤이라고 한다. 운동량이 최대치에 가까운 여기를 맥슨(maxons)이라고 한다.
"로톤 유사"(roton-like)라는 용어는 최근접 이웃 결합을 넘어서는 3D 메타물질의 예측 고유 모드에도 사용된다. 이러한 "로톤 유사" 분산 관계의 관찰은 가청 주파수에서 채널 기반 메타물질의 음압파와 초음파 주파수에서 마이크로스케일 메타물질의 횡탄성파 모두에 대한 주변 조건에서 입증되었다.

## 같이 보기
- 보스-아인슈타인 응축